# Plectranthus coeruleus
Plectranthus coeruleus là một loài thực vật có hoa trong họ Hoa môi. Loài này được (Gürke ex Engl.) Agnew miêu tả khoa học đầu tiên năm 1974.